# Encina de San Silvestre
Encina de San Silvestre település Spanyolországban, Salamanca tartományban. Encina de San Silvestre Doñinos de Ledesma, Sando, Santa María de Sando, Villasdardo és Villaseco de los Gamitos községekkel határos. Lakosainak száma 108 fő (2024).

## Népesség
A település népessége az elmúlt években az alábbi módon változott:
| Lakosok száma | 125  | 124  | 126  | 124  | 117  | 114  | 109  | 112  | 115  | 108  |
|               | 2001 | 2004 | 2007 | 2009 | 2012 | 2014 | 2017 | 2019 | 2022 | 2024 |